# Teemu Tainio
Teemu Tainio (kiejtése: 'teːmu 'tajnio) (Tornio, 1979. november 27. –) finn labdarúgó. Védőként és támadó középpályásként is egyaránt bevethető.

## Pályafutása
Tainio a TP-47 nevű csapatnál kezdte pályafutását, majd 1996-ban az FC Haka igazolta le. 1997-ben csatlakozott a francia AJ Auxerre-hez, ahol 8 évet töltött. A csapattal kétszer nyert francia kupát, és a Bajnokok Ligájában is játszhatott.

### Tottenham Hotspur
Tainio szerződése az Auxerre-el 2005-ben lejárt, így ingyen szerződtethetővé vált. 2005 januárjában a klub bejelentette, hogy az angol Tottenham Hotspur - akiknek gyerekként szurkolt - játékosa lesz 2005 nyarától. Tainio hétéves szerződést írt alá az angol csapattal. Már az első szezonjában állandó, a középpályán bárhol bevethető játékossá vált.
Első gólját 2005 decemberében szerezte a Newcastle United elleni bajnokin a White Hart Lane-en. Tainio volt a 10 Spurs játékos egyike, aki ételmérgezést kapott a 2005–06-os szezon legutolsó, a West Ham United elleni mindent eldöntő mérkőzése előtt. Ennek ellenére játszott a találkozón, amit a Tottenham elvesztett, ezzel együtt a Bajnokok Ligája indulást jelentő 4. helyet is. Második gólját a Spurs-ben 2006. december 9-én szerezte a Charlton Athletic ellen, ez volt a mérkőzés harmadik találata. Harmadik gólja egy egyenlítő volt a West Ham ellen 2007. március 4-én. A mérkőzést végül a Spurs nyerte 4–3-ra.
2008. február 24-én megnyerte első kupáját, az angol ligakupát a Tottenham-ben, miután csapata 2–1-re győzte le a Chelsea-t a döntőben a Wembley stadionban. A 75. percben lépett pályára csereként, mikor az állás 1–1 volt.

### Sunderland
Tainio 2008. július 23-án csatlakozott a Sunderland-hez és hároméves szerződést írt alá. Ő a csapat első nyári igazolása, és az első finn játékos, aki valaha játszott a Fekete Macskáknál.

## Nemzetközi karrier
Tainio a finn válogatott tagja 1998. február 5. óta. Ciprus ellen debütált.

## Sikerei, díjai
```
FC Haka
```

- Finn Kupa – 1997

```
AJ Auxerre
```

- Francia kupa – 2003, 2005

```
Tottenham Hotspur
```

- Angol Ligakupa – 2008